# Casa Felip de Riquer
La Casa Felip de Riquer és un edifici situat als carrers dels Escudellers, 12 i Nou de Sant Francesc, 2-4 de Barcelona, catalogat com a bé amb elements d'interès (categoria C).

## Història
El 1764, Felip Marià de Riquer i de Sabater (1713-1794), quart marquès de Benavent, va adquirir per 7.350 lliures barcelonines una casa a la cantonada dels carrers dels Escudellers i Nou de Sant Francesc, i el 1772 va demanar permís per a enderrocar-la i reconstruir-la amb planta baixa i dos pisos. L'obra fou encarregada al mestre de cases Joan Oliver i dirigida per l'arquitecte Joan Garrido i Bertran, autor de la casa del Gremi de Velers. La decoració va ser realitzada pel pintor Manuel Tramulles, que hi treballà entre el setembre del 1774 i l'octubre del 1775, i l'escultor Ramon Amadeu va executar les cartel·les de guix i hi va pintar un retaule.

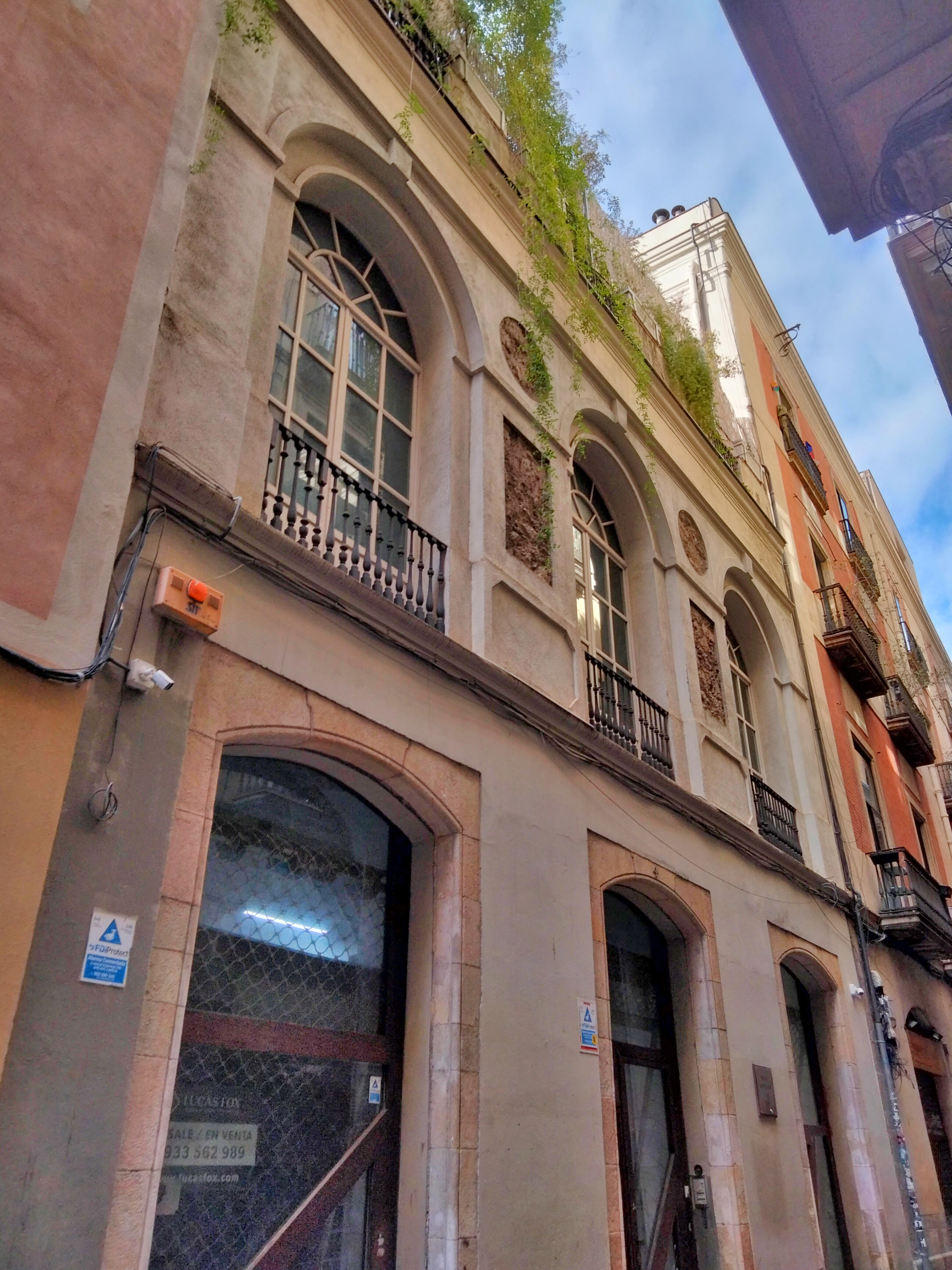
Annex al número 4 del carrer Nou de Sant Francesc

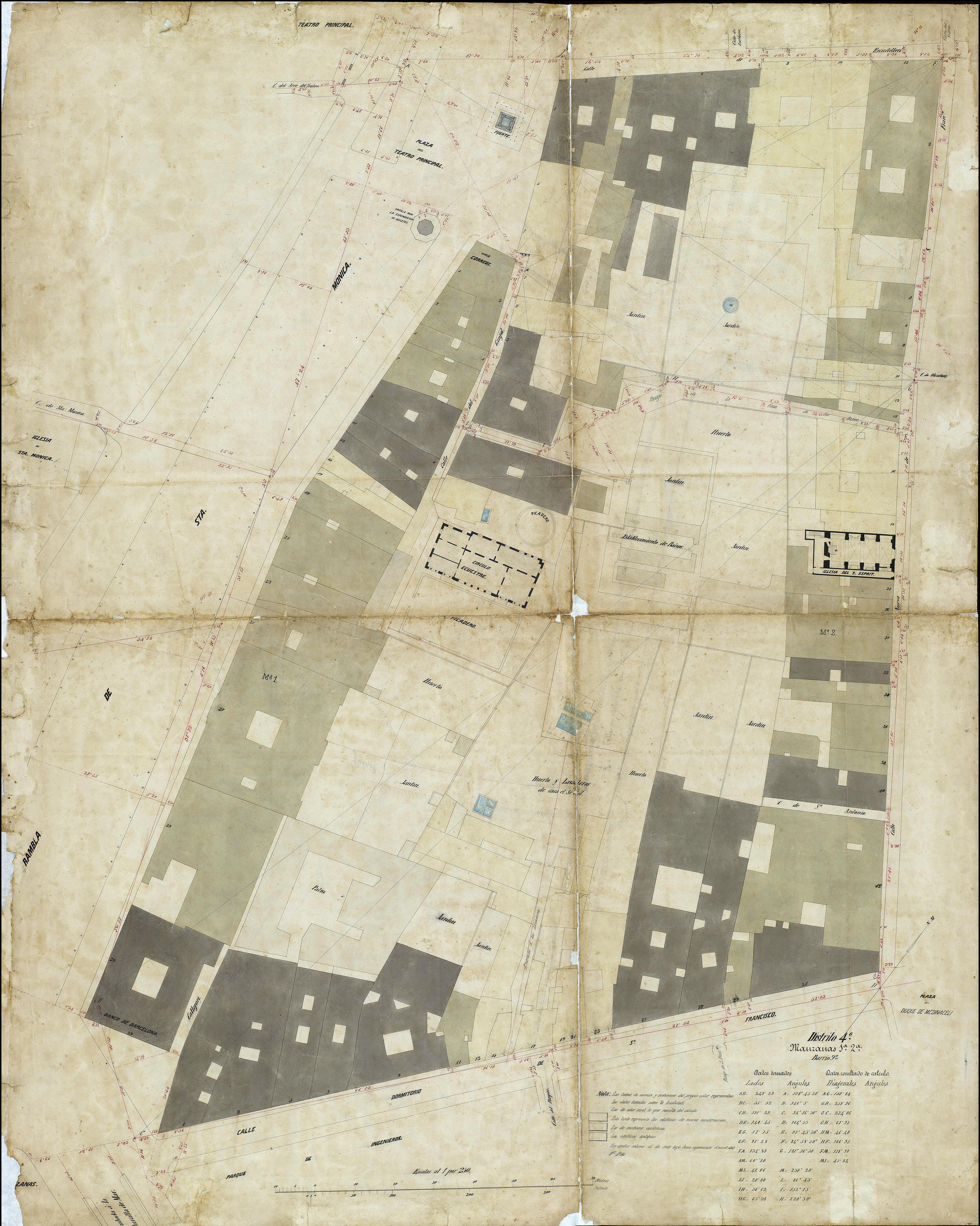
Quarteró núm. 112 de Garriga i Roca (c. 1860)

El 1808, Francesc de Borja de Riquer i de Ros (1768-1849), cinquè marquès de Benavent, ofegat pels deutes, vengué la casa a Narcís de Plandolit i Gustà, comissari de guerra dels Reials Exèrcits, per 84.000 lliures en vals reials, que al canvi suposaven unes 34.000 en metàl·lic. Aquest va demanar permís per a construir un mirador a la cantonada, i novament el 1818 i el 1820 per a engrandir un portal i alinear-ne la resta.
A la seva mort el 1843, la propietat passà a mans dels seus nebots Policarp, Francesca i Maria Assumpció de Bofarull i de Plandolit, fills de Francesc Policarp de Bofarull i Morell i de Maria Antònia de Plandolit i Gustà. Aquesta morí el 1852, i poc després, Policarp i Francesca cediren la seva part a la seva germana Maria Assumpció, casada amb Sebastià Anton Pascual i Inglada, a canvi de la renúncia a l'herència paterna i materna. El 1854, aquesta va encarregar-ne la reforma a l'arquitecte Josep Oriol i Bernadet, que hi va remuntar un pis i en va ajustar la façana als cànons compositius de l'època.

## Descripció
Està format per un cos principal de planta baixa i tres pisos i un cos annex de planta baixa i un pis al carrer Nou de Sant Francesc, on té 45 m de façana.